# Engelepogon pallida
Engelepogon pallida là một loài ruồi trong họ Asilidae. Engelepogon pallida được Theodor miêu tả năm 1980. Loài này phân bố ở vùng Cổ Bắc giới và châu Á.